# Khane tekani
Khane tekani (At ryste huset) er en iransk tradition med forårsrengøring og er en del af Nowruz. 
Traditionen involverer vask af tæpper, at male huset, og rengøring af gårdspladsen. 
Traditionen stammer fra Zarathustrianismes idé, som går ud på at holde det onde væk fra det gode kongerige. 
Symboliseringen af Khane tekani signalerer til forfædrenes sjæle, at deres slægt er klar til underholde dem. 
| Festival | Spire Denne artikel om festivaler og mærkedage er en spire som bør udbygges. Du er velkommen til at hjælpe Wikipedia ved at udvide den. |